# Língua somrai
Somrai (Sumrey), também chamada Sibine (Shibne), é uma língua  Afro-asiáticas falada nas prefeituras do sudoeste do Chade nas Prefeituras de Tandjilé e de Lai. Os falantes ou Somrai não são bilíngues; a linguagem não é nenhuma similaridade l´rexica  com nenhuma outra, já que sua maior similaridade lexical com outra língua é com  a língua ndam  (42%). A maioria dos falantes, que se autodenominam Shibne ou Sibine, geralmente praticam religiões tradicionais, Cristianismo ou Islamismo.

## Escrita
Somrai tem cinco tons que normalmente não são indicados por escrito.
Usa-se para o Somrai o alfabeto latino sem as letras F, Q, V, X, Z. Usam-se as formas 'Ch, Ng, N, N̰, Vb, ‘W, ‘Y; Ɓ, Ɗ, Ə, Ə̂, R̰

## Amostra de texto
João 3:16
- 1.	Wala mən, Aba dama gə dərə̂w bər̰in̰ ꞌogə Jonas gənə̂ Amitay gorəndəw me wayəw ba da:
- 2.	«So daa, ha managə Ninibə də i ciri də geche, me soy berni-yə̂ dədə̂ dara na gwale ilə̂ dədə̂gələ̂ dara acn̰a day di swa bəra yala ꞌyon daa.»
- 3.	Ər̰ə Jonas di so wa dara ba ha managə ciri də Tarsislə̂, bam hə̂n̰ gə Aba dama gə dərə̂w bər̰in̰ di. An̰ji gər managə ciri də Japa də i kuray gə geche bəwə̂, me ꞌyo bərwa gə geche gə ilə̂ hara managə Tarsis di. An̰ji ꞌyogə kili duwa me nagə gə nare di dara hara Tarsis, bam hə̂n̰ gə Aba dama gə dərə̂w bər̰in̰ di. [3]

Português
- 1.	No princípio era o Verbo, e o Verbo estava com Deus, e o Verbo era Deus.
- 2.	O mesmo foi no princípio com Deus.
- 3.	Todas as coisas foram feitas por ele; e sem ele nada do que foi feito teria sidoi feito.,[4]